# Southern Air
Southern Air (mã IATA = 9S, mã ICAO = SOO) là hãng hàng không vận chuyển hàng hóa của Hoa Kỳ, trụ sở ở Norwalk, Connecticut. Hãng đảm nhận vận chuyển hàng hóa, kể cả cho Quân đội Hoa Kỳ, và cho các hãng vận chuyển hàng hóa khác thuê máy bay với phi hành đoàn. Căn cứ chính của hãng ở Sân bay quốc tế Ted Stevens Anchorage.

## Lịch sử
Southern Air được thành lập từ ngày 10.3.1999, khi Carmit Neff và James Neff mua hãng Southern Air Transport, rồi đổi tên thành Southern Air và bắt đầu hoạt động từ tháng 11/1999. Hãng do Carmit Neff sở hữu 50% và James Neff 50%: Hãng hiện có khoản 700 nhân viên.

## Đội máy bay
(Tháng 5/2007):
- 1 Boeing 747-200
- 3 Boeing 747-200 Combi SUD
- 7 Boeing 747-200F
- 1 Boeing 747-200 SUD
- 1 Boeing 747-300M(SF)